# Tetranitratoksikarbon
Tetranitratoksikarbon, sistematski naziv tetra(nitrato-O,O,O-metil)metan (često skraćen na tetrakis(nitratoksikarbon)metan),  je hipotetički molekul koji je predložila Klara Lazen, učenica petog razreda iz Kanzas Sitija, Misuri, koji je osmislio njegovu strukturu i napravio model 2012. Ona je zaslužna kao koautor naučnog rada o molekulu, koji koristi računarsku hemiju da bi predvideo da bi molekul zaista mogao da postoji.

## Predviđanje
Nastavnik nauke Kenet Bor je koristio modele sa kuglom i štapom da predstavi jednostavne molekule tokom časa petog razreda, kada je desetogodišnja Klara Lazen  sastavila složeni model i pitala da li je to pravi molekul.  Nije jasno da li je Lazen nasumično ili namerno sastavio ovaj određeni molekul. 
Nesiguran da li molekul postoji, Boehr je poslao sliku modela prijatelju hemičaru Robertu Zelneru sa Državnog univerziteta Humbolt.  Zoellner je proverio molekul u bazi podataka Chemical Abstracts  i potvrdio da je Lazenov model strukturnog tipa koji ranije nije bio prijavljen. 
Zoellner je napisao rad o molekulu, objavljen u Computational and Theoretical Chemistri, navodeći Lazena i Boehra kao koautore. 

## Svojstva
Tetranitratoksiugljenik se sastoji od kiseonika, azota i ugljenika, sa molekulskom strukturom C(CO
3N)
4. Njegova formula bogata kiseonikom, posebno pozitivna ravnoteža kiseonika, znači da ne zahteva nikakav spoljni oksidant da bi prošao potpunu oksidaciju, i stoga može imati eksplozivna ili druga visokoenergetska svojstva.  Međutim, očekuje se da će biti previše termički nestabilan za praktičnu upotrebu. 
Sama funkcionalna grupa nitratoksiugljenika - atom ugljenika i atom azota povezani sa tri mosta atoma kiseonika - tek treba da se primeti u bilo kom hemijskom jedinjenju. Studije računarske hemije pokazuju da je samo metastabilan, pri čemu su drugi strukturni izomeri kao što je karboksilni nitrozo - estar (C(=O)ONO) stabilniji.  Kao takva, ova funkcionalna grupa će verovatno ostati čisto hipotetička i još uvek nije predložen nijedan metod za njenu sintezu. Sintetizovana su jedinjenja koja sadrže opšti vezivni motiv dva atoma povezana sa tri jednoatomska povezivača, uključujući bicyclo(1.1.1)pentan sa punim ugljenikom i njihovi derivati, i nekoliko drugih analoga elementa su pomenuti u patentima.

## Moguće reakcije
Nekoliko reakcija tetranitratoksiugljenika je kompjuterski ispitano. Na primer, jedna moguća jednačina za njegovu dekompoziciju je:
C(CO3N)4 → 5 CO2 + O2 + 2 N2
za koje se predviđa da će imati standardnu promenu entalpije od −1326 kJ/mol na osnovu metoda proračuna energije veze. Druga potencijalna reakcija je njegovo sagorevanje u prisustvu kiseonika:
C(CO3N)4 + O2 → 5 CO2 + 2 NO2 + N2
za koju se predviđa da ima standardnu promenu entalpije od −1144 kJ/mol.

## Literatura
- Calvo LG, Pumachagua R (2015). „Evaluación teórica de nuevos derivados nitratoxicarbono de tetraedrano” [Theoretical evaluation of new derivatives of the tetrahedrane nitratoxycarbon]. Revista de la Sociedad Química del Perú (на језику: шпански). 81 (1): 14—23. ISSN 1810-634X. doi:10.37761/rsqp.v81i1.6 .

## Spoljašnje veze
- Десятилетняя девочка изобрела новое взрывчатое вещество. "Membrana.ru". Архивирано на веб-сајту  (13. август 2020)